# Конвой Палау — Рабаул (25.05.43 — 01.06.43)
Конвой Палау — Рабаул (25.05.43 — 01.06.43) — японський конвой часів Другої світової війни, проведення якого відбувалось у травні — червні 1943 року.
Конвой сформували у важливому транспортному хабі японців Палау (на заході Каролінських островів), а місцем його призначення був Рабаул — головна передова база в архіпелазі Бісмарка, з якої провадились операції на Соломонових островах та сході Нової Гвінеї.
До складу конвою увійшли транспорти «Ямафуку-Мару», «Кензан-Мару», «Пасифік-Мару» та ще два неідентифіковані судна, а ескорт забезпечував мисливець за підводними човнами CH-24.
25 травня 1943 року судна вийшли з Палау та попрямували на південний схід. Хоча американська авіація ще не могла діяти проти комунікацій до архіпелагу Бісмарка, проте була наявна значна загроза зі сторони підводних човнів. Утім, цього разу конвой пройшов без перешкод та вранці 1 червня прибув до Рабаула.